# Біляк Василь Андрійович
Василь Андрійович Біля́к (2 листопада 1924, Опішня — 19 квітня 1995, Опішня) — український майстер народної керамічної скульптури; член Спілки радянських художників України з 1970 року.

## Біографія
Народився 2 листопада 1924 року у містечку Опішні (нині селище Полтавського району Полтавської області, Україна). У 1940—1941 роках навчався в Опішнянській керамічній школі. Під час німецько-радянської війни був вивезений до Німеччини, перебував у концтаборах.
Протягом 1951—1964 років працював в опішнянській артілі (з 1960 року — завод) «Художній керамік». Мешкав в Опішні в будинку на вулиці Лисенка, № 20. Помер в Опішні 19 квітня 1995 року.

## Творчість
Створював куманці і фігурні посудини у вигляді «коней», «баранів», «цапів» тощо. Брав участь у всеукраїнських і міжнародних виставках.
Окремі роботи майстра зберігаються в Національному музеї декоративного мистецтва України у Києві, Полтавському художньому музеї, Полтавському краєзнавчому музеї, Національному музеї-заповіднику українського гончарства в Опішному.